# Auriol Dongmo
Auriol Sally Dongmo Mekemnang (* 3. August 1990 in Ngaoundéré) ist eine portugiesische Kugelstoßerin kamerunischer Herkunft, die gelegentlich auch im Diskuswurf an den Start geht. Seit 2020 ist sie international für Portugal startberechtigt und wurde 2021 und 2023 Halleneuropameisterin sowie 2022 Hallenweltmeisterin.

## Sportliche Laufbahn
Erste internationale Erfahrungen sammelte Auriol Dongmo Mekemnang bei den Afrikaspielen 2011 in Maputo, bei denen sie mit einer Weite von 16,03 m die Goldmedaille im Kugelstoßen gewann und mit dem Diskus mit 40,34 m den fünften Platz belegte. Im Jahr darauf gewann sie bei den Afrikameisterschaften in Porto-Novo mit 15,41 m die Bronzemedaille hinter den Nigerianerinnen Chinwe Okoro und Omotayo Talabi. Zudem erreichte sie im Diskuswurf mit 32,34 m Rang zehn. Auch bei den Spielen der Frankophonie 2013 in Nizza gewann sie mit 15,30 m die Bronzemedaille hinter der Rumänin Anca Heltne und Fabienne Digard aus Frankreich.  und bei den Spielen der Frankophonie 2013 gewann sie Bronze. 2014 stellte sie als Siebte bei den Commonwealth Games in Glasgow mit 16,50 m und als Siegerin bei den Afrikameisterschaften in Marrakesch mit 16,84 m neue nationale Rekorde auf. Zudem wurde sie bei den Kontinentalmeisterschaften mit dem Diskus mit einer Weite von 41,35 m Achte. Anschließend wurde sie beim Continental-Cup in Marrakesch mit 15,77 m Siebte.
2015 nahm sie erstmals an den Weltmeisterschaften in Peking teil und schied dort mit neuer Bestleistung von 16,85 m in der Qualifikation aus. Anschließend verteidigte sie bei den Afrikaspielen in Brazzaville mit 17,21 m ihren Titel im Kugelstoßen und wurde mit dem Diskus mit 45,14 m Fünfte. Daraufhin gewann sie bei den Militärweltspielen im südkoreanischen Mungyeong mit 17,64 m die Bronzemedaille hinter der Chinesin Gao Yang und Irina Tarassowa aus Russland und belegte mit dem Diskus mit 46,44 m Rang acht. Im Jahr darauf siegte sie mit 17,64 m bei den Afrikameisterschaften in Durban mit 17,64 m und erreichte im Diskuswurf mit 47,00 m den siebten Rang. Damit qualifizierte sie sich auch für die Olympischen Spiele in Rio de Janeiro, bei denen sie mit 16,99 m im Finale den zwölften Platz belegte. 2017 siegte sie mit 17,75 m bei den Islamic Solidarity Games in Baku sowie mit 17,68 m anschließend auch bei den Spielen der Frankophonie in Abidjan.
Dongmo trat bis 2017 für ihr Geburtsland Kamerun an. Seit 2020 repräsentiert sie Portugal und verbesserte bald den portugiesischen Landesrekord mehrere Male. 2021 startete sie bei den Halleneuropameisterschaften in Toruń und siegte dort mit einer Weite von 19,34 m. Im Mai siegte sie mit 19,08 m beim British Grand Prix in Gateshead und beim Meeting Iberoamericano in Huelva siegte sie mit 19,75 m und stellte damit einen neuen Landesrekord für Portugal auf. Beim Bauhaus-Galan wurde sie mit 19,05 m Zweite und anschließend erreichte sie bei den Olympischen Spielen in Tokio das Finale und belegte dort mit einer Weite von 19,57 m den vierten Platz. Daraufhin siegte sei bei der Hungarian GP Series Budapest mit 19,35 m sowie mit 19,32 m beim Memoriał Kamili Skolimowskiej und erreichte dann im September bei Weltklasse Zürich mit 18,86 m Rang zwei. In der Hallensaison 2022 steigerte sie sich kontinuierlich und siegte Mitte März mit 20,43 m bei den Hallenweltmeisterschaften in Belgrad. Mitte Juni wurde sie bei den Bislett Games mit 19,43 m Dritte und auch bei der Bauhaus-Galan gelangte sie mit 19,30 m auf Rang drei. Im Juli wurde sie bei den Weltmeisterschaften in Eugene mit 19,62 m im Finale Fünfte und im August gewann sie bei den Europameisterschaften in München mit einer Weite von 19,82 m die Silbermedaille hinter der Niederländerin Jessica Schilder. Im September gelangte sie dann bei Weltklasse Zürich mit 19,46 m auf Rang drei.
2023 verteidigte sie bei den Halleneuropameisterschaften in Istanbul mit europäischer Saisonbestleistung von 19,76 m ihren Titel im Kugelstoßen. Ende Mai siegte sie mit 19,28 m beim Meeting International Mohammed VI d’Athlétisme de Rabat sowie kurz darauf mit 19,72 m beim Meeting de Paris. Im Juni wurde sie bei der 1. Liga der Team-Europameisterschaft im Zuge der Europaspiele in Chorzów mit 19,07 m Erste und sicherte sich damit ligenübergreifend die Goldmedaille. Im August stieß sie die Kugel bei den Weltmeisterschaften in Budapest im Finale auf 19,69 m und verpasste damit knapp eine Medaille. Anschließend wurde sie beim Prefontaine Classic mit 19,92 m Dritte. Ihre Teilnahme an den Olympischen Spielen 2024 in Paris musste sie verletzungsbedingt absagen. 2025 gewann sie dann bei den Halleneuropameisterschaften in Apeldoorn mit 19,26 m die Bronzemedaille hinter der Niederländerin Jessica Schilder und Yemisi Ogunleye aus Deutschland. Kurz darauf wurde sie bei den Hallenweltmeisterschaften in Nanjing mit 18,54 m Achte.
In den Jahren 2019, 2020 und 2022 wurde Dongmo portugiesische Meisterin im Kugelstoßen im Freien sowie 2019 und von 2021 bis 2023 auch in der Halle.

## Persönliche Bestleistungen
- Kugelstoßen: 20,43 m, 18. März 2022 in Belgrad (portugiesischer Rekord)
- Diskuswurf: 47,00 m, 24. Juni 2016 in Durban